# Urabe Taro
Taro Urabe (sinh ngày 11 tháng 7 năm 1977) là một cầu thủ bóng đá người Nhật Bản.

## Sự nghiệp câu lạc bộ
Taro Urabe đã từng chơi cho Cerezo Osaka và Montedio Yamagata.